# الوود وی. ینسن
 الوود وی. ینسن (انگلیسی: Elwood V. Jensen؛ ۱۳ ژانویهٔ ۱۹۲۰ – ۱۶ دسامبر ۲۰۱۲) یک دانشمند اهل ایالات متحده آمریکا بود.
وی همچنین برنده جوایزی همچون کمک هزینه گوگنهایم شده است.